# Impatiens mokimi
Impatiens mokimi är en balsaminväxtart som beskrevs av Joseph Dalton Hooker. Impatiens mokimi ingår i släktet balsaminer, och familjen balsaminväxter. Inga underarter finns listade i Catalogue of Life.